# Spanyol labdarúgó-bajnokság (negyedosztály)
A Tercera División jelenleg a spanyol labdarúgás negyedik legmagasabb osztálya. A bajnokságot 1929-ben alapították, és egészen a Segunda División B létrehozásáig ez számított a harmadik vonalnak.

## Lebonyolítás
A bajnokságban jelenleg 18 csoportra osztva 361 csapat szerepel, amelyeket Spanyolország autonóm közösségei alapján hoztak létre (Andalúzia nagy területe miatt itt két csoport van).
Minden csoportot egy helyi labdarúgó-szövetség felügyel.
A szezon végén mind a 18 csoport első négy helyezettje kvalifikálja magát egy rájátszásba, ahol egy rendkívül bonyolult rendszer végén derülnek ki a feljutók.

## Története
A Tercera División első szezonja az 1929-es volt. Az idény végén a Cultural y Deportiva Leonesa diadalmaskodott. Egészen 1977-ig, a Segunda División B létrehozásáig ez számított a harmadosztálynak. A Segunda B létrehozása után ez az osztály lett a negyedik vonal.

### A csapatok rangsora az itt eltöltött szezonok alapján
| #   | Csapat               | Szezonok |
| --- | -------------------- | -------- |
| 1.  | Real Murcia Imperial | 60       |
| 2.  | Arenas Getxo         | 59       |
| 3.  | CD Tudelano          | 55       |
| 4.  | CD Eldense           | 54       |
| 5.  | Atlético Baleares    | 53       |
| 6.  | CD Constancia        | 52       |
| 7.  | CP Cacereño          | 51       |
| 8.  | Club Lemos           | 51       |
| 9.  | CD Mirandés          | 50       |
| 10. | CD Manacor           | 50       |

| #   | Csapat                      | Szezonok |
| --- | --------------------------- | -------- |
| 11. | R. Racing C. de Santander B | 49       |
| 12. | C.E. Europa                 | 49       |
| 13. | R. Balompédica Linense      | 48       |
| 14. | Caudal Deportivo            | 48       |
| 15. | Gimnástica Segoviana C.F.   | 48       |
| 16. | C.D. Turón                  | 47       |
| 17. | C.E. Alaior                 | 47       |
| 18. | C.D. Basconia               | 47       |
| 19. | C.D. Don Benito             | 47       |
| 20. | C.D. Guadalajara            | 46       |

| #   | Csapat            | Szezonok |
| --- | ----------------- | -------- |
| 21. | Arosa S.C.        | 46       |
| 22. | S.D. Ponferradina | 46       |
| 23. | U.D. Salamanca B* | 46       |
| 24. | U.D. Poblense     | 46       |
| 25. | Club Siero        | 45       |
| 26. | Alicante C.F.*    | 45       |
| 27. | C.D. Getxo        | 45       |
| 28. | C.E. Júpiter      | 45       |
| 29. | C.D. Calahorra    | 45       |
| 30. | C.F. At. Monzón   | 45       |

## Külső hivatkozások
- Az RFEF hivatalos weboldala